# سيمون راسموسن
سيمون راسموسن (8 مايو 1993 في الدنمارك - ) (بالدنماركية: Simone Rasmussen)‏ هي لاعبة كرة يد دانمركية. لعبت مع Ringkøbing Håndbold ‏.

## وصلات خارجية
- سيمون راسموسن على موقع الاتحاد الأوروبي لكرة اليد (الإنجليزية)